# Zero fizjologiczne
Zero fizjologiczne (ang. physiological zero) – temperatura (przedział temperatur), która nie powoduje reakcji na ciepło ani zimno.
W entomologii zerem fizjologicznym (lub biologicznym) nazywa się temperaturę progową, poniżej której nie może się już odbywać rozwój owadów.

## Zero fizjologiczne u człowieka
Środkiem przedziału temperatur zera fizjologicznego dla człowieka jest temperatura ciała ok. 37 °C. Inne źródło podaje, że w zwykłych warunkach dla człowieka wynosi ona ok. 29–32 °C. Dla nagiej skóry człowieka jest ona niższa i wynosi 22–29 °C. W takiej temperaturze nie są pobudzane żadne receptory.
Organizm zwykle nie odczuwa niewielkich powolnych zmian temperatury w granicach 20–40 °C, natomiast odczuwa szybkie jej zmiany. Temperatury w granicach 15–30 °C odczuwane są jako chłód, temperatury niższe od 15 °C wywołują wrażenie dokuczliwego zimna. Także temperatura w ok. 45 °C w pewnym stopniu pobudza receptory zimna, więc może wywoływać odczucie ochłodzenia. Temperatury bardzo niskie i bardzo wysokie pobudzają także receptory bólowe.